# Heinz Galinski
Heinz Galinski (ur. 28 listopada 1912 w Malborku, zm. 19 lipca 1992 w Berlinie) – pierwszy i czwarty prezydent Centralnej Rady Żydów w Niemczech.

## Życiorys
Z zawodu był kupcem tekstylnym. Od 1938 roku mieszkał w Berlinie, skąd w 1943 roku został deportowany do niemieckiego obozu koncentracyjnego Auschwitz-Birkenau. Następnie przebywał w obozach Mittelbau-Dora i Bergen-Belsen, gdzie 20 kwietnia 1945 roku doczekał wyzwolenia przez wojska brytyjskie. W czasie Holocaustu stracił żonę i rodziców.
Po II wojnie światowej zamieszkał w Niemczech, gdzie był m.in. w latach 1949–1992 przewodniczącym Gminy Żydowskiej w Berlinie. Jego następcą na stanowisku prezydenta Centralnej Rady Żydów w Niemczech został Ignatz Bubis. W 1975 roku przeżył nieudany zamach na swoje życie dokonany przy pomocy bomby ukrytej w przesyłce pocztowej. W 1987 roku został honorowym obywatelem Berlina.
Córka Heinza Galinskiego, Evelyn Hecht-Galinski, znana jest z poglądów antysyjonistycznych i krytycznych wypowiedzi pod adresem obecnej działalności Centralnej Rady Żydów w Niemczech.

## Odznaczenia
- 1966: Wielki Krzyż Zasługi Orderu Zasługi Republiki Federalnej Niemiec
- 1979: Wielki Krzyż Zasługi z Gwiazdą Orderu Zasługi Republiki Federalnej Niemiec
- 1982: Wielki Krzyż Zasługi z Gwiazdą i Wstęgą Orderu Zasługi Republiki Federalnej Niemiec (Niemcy)
- 1988: Order „Złota Gwiazda Przyjaźni między Narodami” (NRD)